# Warrawoona
Warrawoona est une région de l'ouest de l'Australie située dans la province de Pilbara. La région abrite le Warrawoona Group (en), une aire stratigraphique abritant des microfossiles très anciens. Ces fossiles vieux de plus de 3,5 milliards d'années sont considérés comme les plus anciennes formes de vie sur Terre,,.

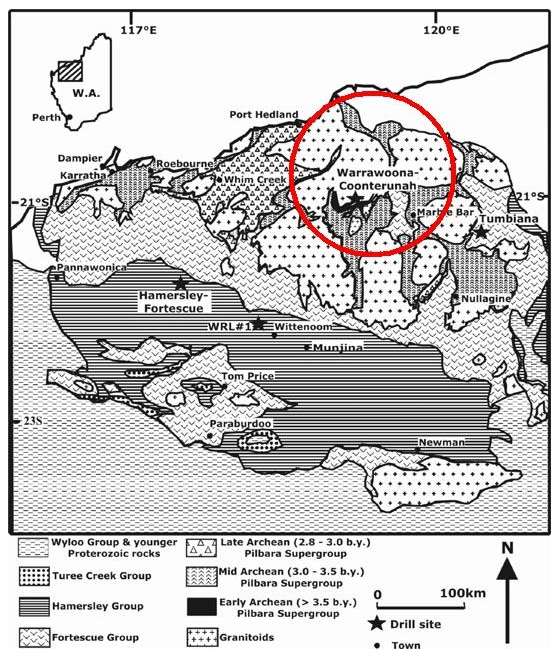
Carte géologique de Warrawoona et de l'ouest de l'Australie.